# Meresankh III
Meresankh III (Mr s ˁnḫ, "La qui estima la vida") va ser una reina egípcia de la IV Dinastia. Era filla d'Hetepheres II i del príncep Kawab i neta del faraó Khufu. Va ser una de les esposes del seu oncle, el faraó Khefren.

## Biografia
| mr | s | anx |

| mr | s | anx |

Els seus pares eren germans. Es va casar amb el faraó Khefren de la IV Dinastia d'Egipte amb qui va tenir quatre fills: Nebemakhet, Niuserre, Khenterka i Duaenre, a més d'una filla anomenada Shepsetkau. Va ostentar els títols reials de Filla del Rei i Dona del Rei, gran del ceptre.
Quan va morir un temps després del regnat de Khefren, Meresankh va ser enterrada en una mastaba molt decorada a Guiza (G7530-5440), en una cambra tallada a la roca. Les inscripcions a la tomba proporcionen tant el moment de la seva mort com la data del seu funeral, que va succeir uns 272 dies després de la seva mort. Aparentment, va morir durant el primer any de regnat d'un rei del que no n'apareix el nom, possiblement el faraó Menkaure.

## Tomba

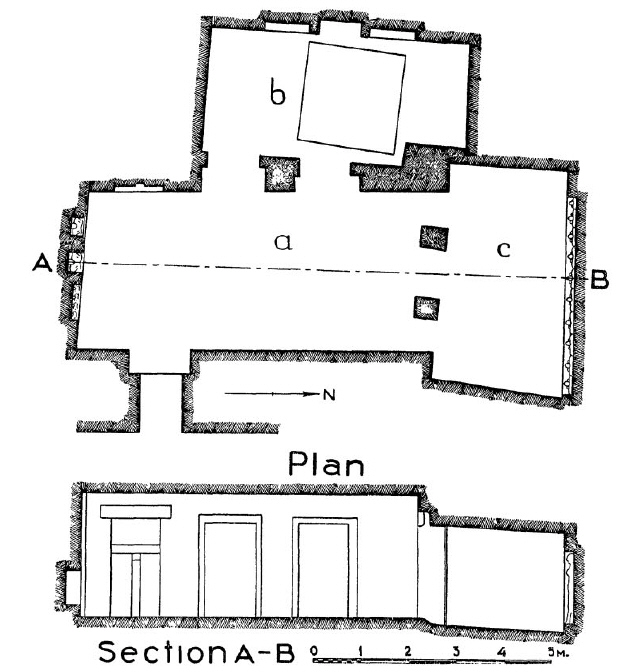
Planta i secció de la tomba de Meresankh.

Aquesta tomba es va planejar per a enterrar-hi la seva mare Hetepheres II, però la va donar per a l'ús de la seva filla, cosa que suggereix que la mort de Meresankh va ser sobtada i inesperada. Hetepheres també va proporcionar a la seva filla un sarcòfag de granit negre decorat amb façanes de palaus per al seu enterrament.
La seva tomba va ser descoberta per l'arqueòleg George Reisner el 23 d'abril de 1927, amb les excavacions posteriors realitzades pel seu equip en representació de la Universitat Harvard i el Museu de Belles Arts de Boston.
El seu sarcòfag i esquelet es troben avui al Museu del Caire; aquest últim ha revelat que feia 1,54 metres d'alçada i que tenia entre 50 i 55 anys quan va morir. Un estudi antropològic va suggerir que podria haver patit la síndrome del sinus silenciós bilateral.
La tomba també contenia un conjunt de vasos canopis, els més antics trobats fins ara. Una estàtua de pedra calcària que representa la reina Hetepheres que abraça la seva difunta filla Meresankh va ser trobada a la seva tomba i avui s'exposa al Museu de Belles Arts de Boston.